# Robert Smith (politician)
Robert Smith (politician) (n. 3 noiembrie 1757 - d. 26 noiembrie 1842) a fost un politician american, Secretar de Stat al Statelor Unite între 1809 și 1811.